# Cesarzowa (powieść)
Cesarzowa – powieść z 1956 roku, autorstwa amerykańskiej noblistki Pearl S. Buck. W Polsce wydana po raz pierwszy w 1994 roku przez Wydawnictwo Od.Nowa. Powieść opowiada o życiu Cesarzowej Cixi, nałożnicy cesarza Xianfeng, która po jego śmierci stała się de facto głową dynastii Qing aż do swojej śmierci w 1908 roku.

## Fabuła[3]
Tzu Hsi przyszła na świat w jednej z mniej szanowanych rodzin cesarskiej dynastii. Zgodnie ze zwyczajem po wybraniu przez cesarza w wieku siedemnastu lat przeniosła się do Zakazanego Miasta, aby stać się jedną z setek konkubin. Dzięki swojej niezwykłej urodzie i umiejętności manipulacji prędko została Drugą Małżonką cesarza. Tzu Hsi zostaje  znienawidzona przez liczną rzeszę ludzi na dworze, jednak sam kraj zdaje się ją uwielbiać. Dojście cesarzowej do władzy dzieje się równolegle do przejścia Chin ze starożytności do nowożytności.